# Naftali Apt
Naftali Apt (geboren 17. Mai 1888 in Meppen; gestorben Juni 1942 im Vernichtungslager Maly Trostinez) war ein deutscher Rabbiner, der Opfer des Holocaust wurde.

## Leben
Naftali Apt war ein Sohn des Lehrers Benjamin Apt und der Sara Apt. Er besuchte das Wilhelms-Gymnasium in Emden und studierte ab 1906 an der Berliner Universität und an der Hochschule für die Wissenschaft des Judentums. Er wurde 1911 in Heidelberg promoviert und erhielt 1913 das Rabbinerdiplom in Berlin. Apt wurde 1912 als Rabbiner nach Filehne in der preußischen Provinz Posen berufen. 1920 wurde er Bezirksrabbiner für Süd-Ostpreußen mit Sitz in Allenstein und war Religionslehrer an allen Schulformen. Apt war für eine Zeit Vorsitzender des nordostdeutschen Rabbinerverbandes, 1921 bis 1928 gehörte er dem Ausschuss des Allgemeinen Rabbinerverbandes in Deutschland an, von 1932 bis 1938 war er Vorsitzender des ostpreußischen Landesverbandes der jüdischen Literaturvereine. 
Apt war mit Jenny Jacobson verheiratet. Ihre Tochter Ruth heiratete Erich Löwenberg, der 1938 in das Konzentrationslager Buchenwald verschleppt und dort ermordet wurde. Apt und seine Frau hatten zwar ein Einreisevisum für England, wollten aber die schwangere Tochter nicht in Stich lassen. Apt, seine Frau, seine Tochter und die Enkelin wurden am 24. Juni 1942 mit dem 1. Ostpreußentransport in Richtung Minsk deportiert und ermordet.

## Schriften (Auswahl)
- Die Hiobserzählung in der arabischen Literatur. Kirchhain N.-L.: Schmersow, 1913. Heidelberg, Diss. 1913